# Dicranomyia (Pseudoglochina) hoskingi
Dicranomyia (Pseudoglochina) hoskingi is een tweevleugelige uit de familie steltmuggen (Limoniidae). De soort komt voor in het Australaziatisch gebied.